# Henry Purcell
Pour les articles homonymes, voir Purcell.
Œuvres principales
Dido and Æneas
The Fairy Queen
King Arthur
Music for a While
Henry Purcell, né le 10 septembre 1659 et mort le 21 novembre 1695 à Londres, est un musicien et compositeur anglais.
Purcell a développé une forme proprement anglaise de musique baroque. Il incorpore les avancées novatrices des éléments stylistiques italiens et français dans ses compositions.
Il est reconnu de son vivant dans des domaines musicaux variés : opéra, musique de scène, cantates profanes et religieuses, œuvres pour clavier ou musique de chambre.

## Biographie

### Jeunesse et formation musicale
Purcell naît le 10 septembre 1659 à Londres dans le quartier de Westminster. Ses parents habitent la ruelle Sainte-Anne dans Old Pye Street. Son père, Henry Purcell, est chanteur professionnel à la Chapelle royale. Il est également chanteur et copiste à l'abbaye de Westminster où il dirige le chœur des garçons. Henry a trois fils, Edward, Henry et Daniel. Ce dernier sera aussi un compositeur prolifique.
Après la mort de son père en 1664, le jeune Henry Purcell est placé sous la garde de son oncle Thomas Purcell. Thomas est aussi un gentilhomme auprès de Pelham Humfrey (mort en 1674), le successeur d'Henry Cooke.

### Premières compositions
L’œuvre la plus précoce de Purcell est une ode pour l’anniversaire du roi Charles II, écrite en 1670. Après la mort d'Humfrey, Purcell poursuit ses études auprès de John Blow. Il fréquente l'école musicale de l'abbaye de Westminster (la Westminster School). Il y est nommé organiste en 1676. La même année, il compose la musique de scène d’Aureng-Zebe, une pièce de John Dryden, et celles d’Epsom Wells et The Libertine, pièces de Thomas Shadwell. En 1677, il compose la musique de la tragédie d’Aphra Behn, Abdelazer. En 1678, il compose l’ouverture et la pantomime pour la nouvelle version du Timon of Athens (Timon d'Athènes) de Shakespeare.
En 1679, Purcell écrit quelques pièces pour le Choice of Ayres, Songs and Dialogues (Choix d'airs, chansons et dialogues) publié par le maître à danser John Playford. Il écrit aussi un anthem (un motet) pour la Chapelle Royale, pour la voix de John Gostling, alors chantre à la cathédrale de Canterbury. Purcell écrit plusieurs anthems à des époques différentes pour cette basse.
Les dates de ses compositions sacrées sont très peu connues.

### Organiste de l’abbaye de Westminster

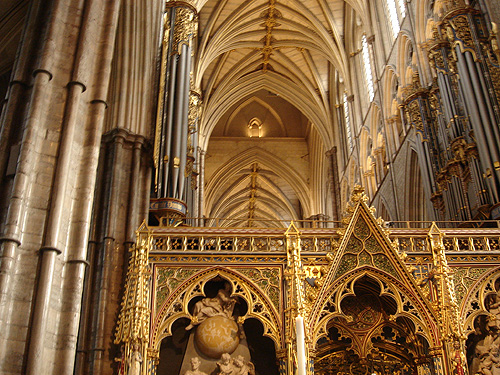
Orgue de l'abbaye de Westminster.

En 1680, Blow, organiste de l’abbaye de Westminster nommé en 1669, démissionne en faveur de Purcell, son élève. Purcell se consacre alors entièrement à la composition de musique sacrée.
Au début de l'année 1680, il produit deux œuvres pour la scène : la musique pour le Theodosius de Nathaniel Lee, et la Virtuous Wife de Thomas d'Urfey.
Purcell se marie en 1682 avec Frances Purcell. À la mort d’Edward Lowe, il est nommé organiste de la Chapelle royale. Il occupe déjà ce poste à l’abbaye de Westminster. Son premier fils naît en 1682. Sa première composition imprimée, Twelve Sonatas (« Douze sonates ») est publiée en 1683. Il est ensuite occupé par la composition de musiques sacrées et d’odes adressées au roi et à la famille royale.

### Retour au théâtre

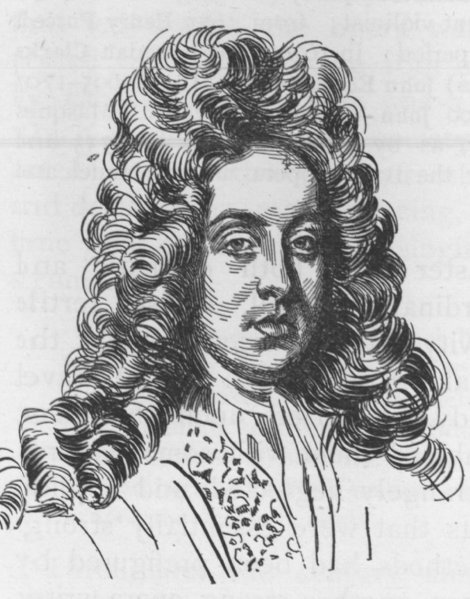
Henry Purcell.

En 1687, il renoue avec le théâtre en composant la musique pour la tragédie de John Dryden, Tyrannick Love (en). Purcell compose également une marche qui devient rapidement populaire et Lord Wharton adapte cette musique au texte de la marche Lillibulero ; en janvier 1688, il compose l'anthem Blessed are they that fear the Lord (Bénis soient ceux qui craignent le Seigneur) à la demande du roi Jacques II. Quelques mois plus tard il compose la musique de la pièce d'Urfey, The Fool's Preferment (La Promotion des Imbéciles).
Son opéra Didon et Énée (« Dido and Æneas », sur un livret de Nahum Tate) constitue un repère important dans l’histoire de la musique dramatique anglaise. Sa composition est tardivement attribuée à la période précédente, mais selon W. Barclay, dut avoir lieu entre 1688 et 1690. La mention claire de la représentation de cet opéra apparaît dans un livret écrit à la demande de Josiah Priest (en), maître de ballet à la cour, d’abord à Leicester Square puis à Chelsea. Il est considéré comme le premier opéra anglais, inspiré par des semi-opéras et pantomimes plus anciens (ex : Vénus et Adonis de Blow).
L’action progresse en récitatifs, dialogues et airs. Opéra de chambre, au caractère plutôt intime, il est destiné aux représentations scolaires.
Didon et Énée a d'abord été populaire dans les cercles privés. Cet opéra ne trouve sa place dans le théâtre public qu'à la deuxième moitié du XXe siècle. Il a connu de nombreuses copies manuscrites, mais un seul air fut imprimé par la veuve de Purcell dans Orpheus Britannicus. L’œuvre entière demeure sous forme manuscrite jusqu’en 1840, date à laquelle elle est finalement imprimée par la Musical Antiquarian Society, sous la direction de Sir George Macfarren.

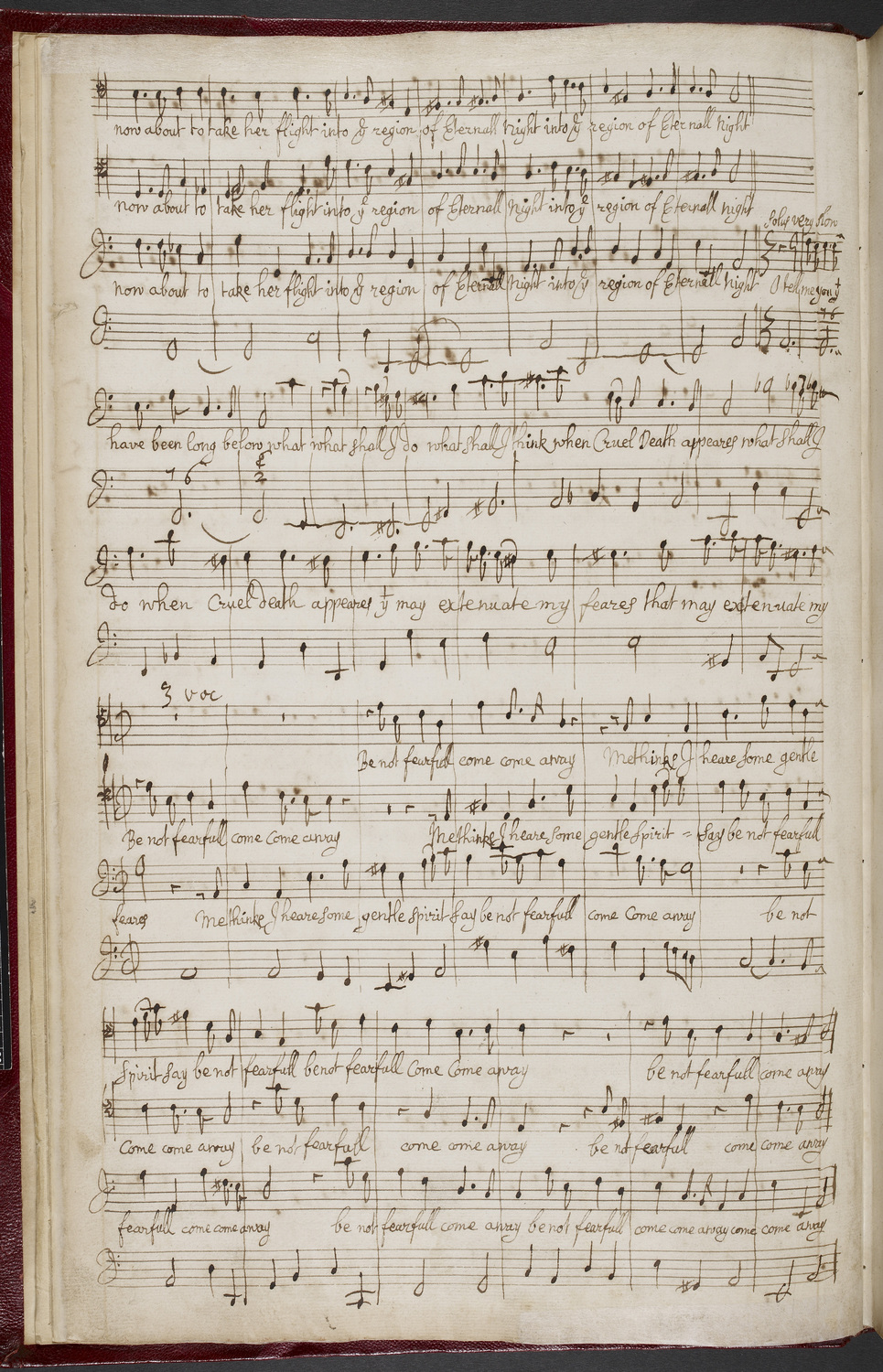
Partition manuscrite autographe du chant When on my sick bed I languish Z.144 (British Library, Add MS 30930 f.6v).

En 1690, Purcell écrit de la musique de scène pour la version de Dryden de La Tempête (The Tempest) de Shakespeare, dans laquelle on trouve les airs Full fathom five et Come unto these yellow sands. Il compose aussi la musique pour l'adaptation par Betterton de la Prophetess (appelée par la suite Dioclesian) de Fletcher et Massinger, et pour l'Amphitryon de Dryden.
En 1691, il produit l'opéra King Arthur (« Le Roi Arthur ») sur un texte de Dryden, et publié pour la première fois par la Musical Antiquarian Society en 1843. En 1692, Purcell compose la musique de scène pour The Fairy Queen (une adaptation de A Midsummer Night's Dream — Le Songe d'une nuit d'été — de Shakespeare), dont la partition est redécouverte en 1901 et publiée par la Purcell Society.
Le Te Deum and Jubilate de Purcell est écrit pour la Sainte Cécile, en 1693. C'est le premier Te Deum anglais composé avec adjonction d'un ensemble instrumental conséquent. Cette œuvre est jouée chaque année à la cathédrale Saint-Paul de Londres jusqu'en 1712. Par la suite, elle est jouée alternativement avec le Utrecht Te Deum and Jubilate de Georg Friedrich Haendel jusqu'en 1743 quand les deux œuvres sont remplacées par le Dettingen Te Deum (« Te Deum de Dettingen »).
En 1694, Purcell compose un anthem et deux élégies pour les funérailles de la reine Marie II. Il écrit également Don Quixote, Boudicca, The Indian Queen, de la musique sacrée, des odes (dont Come ye sons of art, pour l'anniversaire de la reine Mary, sur un poème de Nahum Tate, en 1694) et des cantates.

### Mort

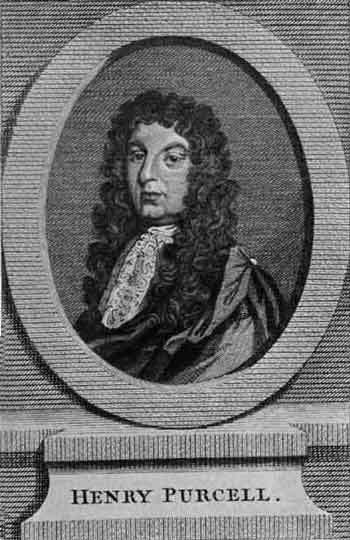
Henry Purcell.

Purcell meurt dans sa demeure de Dean's Yard à Londres en 1695. Il laisse une femme et trois enfants. Sa veuve décède en 1706, après avoir fait publier ses œuvres, dont la collection Orpheus Britannicus, en deux volumes, en 1698 et 1702.
La cause de la mort de Purcell est inconnue : une théorie affirme qu'il aurait attrapé froid en revenant du théâtre un soir ; selon une autre, il est mort de tuberculose.
Voici les premiers mots de son testament :

« Au nom de Dieu, Amen. Moi, Henry Purcell, de la Cité de Westminster, gentilhomme, dangereusement malade dans mon corps, mais disposant d'un esprit et d'une mémoire bons et parfaits (Grâce à Dieu) fais devant témoins publie et déclare ceci être mes dernières volontés et mon testament. Et par la présente je donne et je lègue à mon épouse bien-aimée, Frances Purcell, tous mes biens réels et personnels de quelque nature et genre qu'ils soient… »

Purcell est enterré près de l'orgue de l'abbaye de Westminster. Sur son épitaphe, on peut lire : 

« Ici repose Henry Purcell Esq., qui a quitté cette vie et est parti pour ce lieu béni qui est le seul où son talent puisse être surpassé. »

## Postérité
Un Purcell Club est fondé à Londres en 1836 pour promouvoir sa musique. Il est dissous en 1863. En 1876, une Purcell Society est fondée, qui publie des nouvelles éditions de ses œuvres.
Après sa mort, Purcell est célébré par beaucoup de ses contemporains, dont John Blow. Il écrit une Ode sur la mort de M. Henry Purcell : An Ode, on the Death of Mr Henry Purcell (Mark how the lark and linnet sing) avec un texte de son collaborateur John Dryden.

Le poète anglais Gerard Manley Hopkins écrit un sonnet intitulé Henry Purcell, avec ces mots en exergue : 

« Le poète regrette fort le divin génie de Purcell et le loue parce que, tandis que d'autres musiciens ont exprimé les humeurs de l'esprit humain, il a, au-delà, exprimé en notes la marque même et le genre de l'homme comme créé individuellement et universellement. »

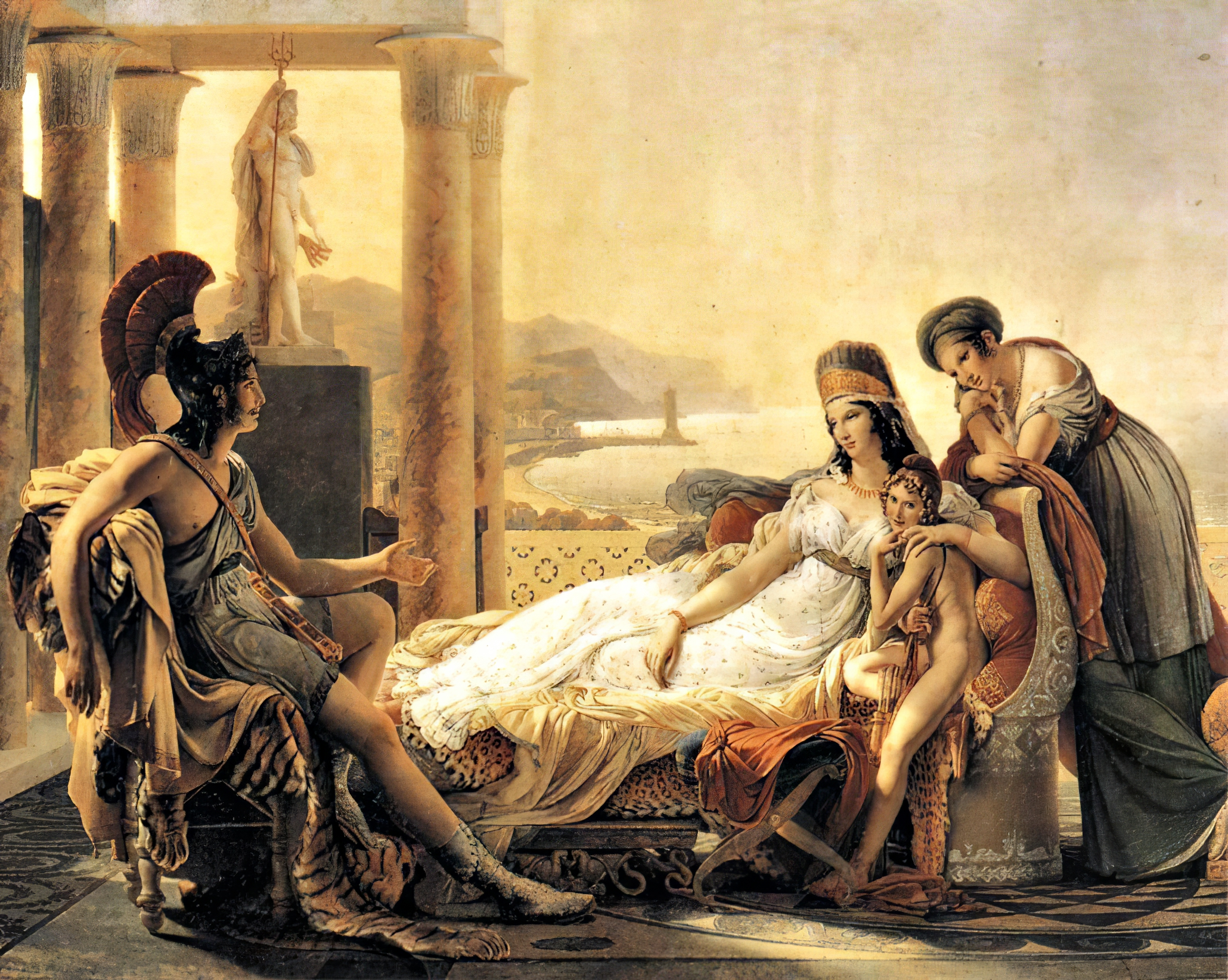
Énée décrit à Didon la chute de Troie, par Pierre-Narcisse Guérin (1815).

Son œuvre la plus connue est le premier opéra de l'histoire de la musique anglaise, Dido and Aeneas (Didon et Énée), qui compte parmi les grandes pièces lyriques de la musique baroque.
Purcell a aussi une influence sur les compositeurs de la « renaissance de la musique anglaise » du début du XXe siècle. Cela est manifeste chez Benjamin Britten, qui crée et dirige une mise en scène de Didon et Énée. La pièce orchestrale The Young Person's Guide to the Orchestra (« Guide de l'orchestre destiné à une jeune personne »), pièce à usage pédagogique de Britten, reprend un des thèmes de l'Abdelazer.
Le contre-ténor Alfred Deller (Margatte - Angleterre 1912, Bologne - Italie 1979) et son fils Mark enregistrent The Fairy Queen, King Arthur, O Solitude, Music for a While, The Indian Queen et Timon of Athens (chez Harmonia mundi) à Arles (France) avec leur orchestre Deller Consort, de 1972 à 1979.
Le chanteur falsettiste Klaus Nomi reprend dans son album éponyme l'aria du Cold Genius (le Génie du froid) : What Power Art Thou qu'il rebaptise The Cold Song. Cet air tiré de l'opéra King Arthur contribue à le faire connaître du grand public.
Pete Townshend du groupe The Who dit avoir été influencé par Purcell, ce qui se ressent dans les premières mesures du morceau Pinball Wizard.
Sa musique se retrouve au cinéma, avec la reprise, par la compositrice Wendy Carlos, de la marche extraite de sa Music for the Funeral of Queen Mary (Musique pour les funérailles de la reine Mary), jouée au synthétiseur dans le générique du film Orange mécanique de Stanley Kubrick (1972).

## Œuvres principales
Henry Purcell laisse un catalogue de 515 œuvres.

### Opéras et semi-opéras

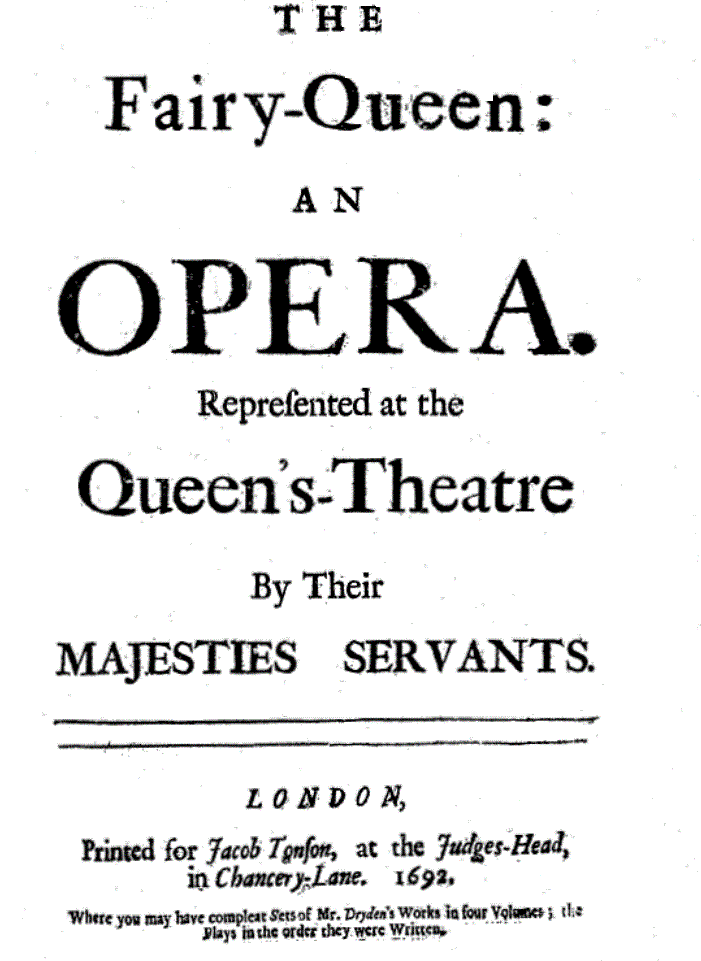
Page de garde de l'opéra
The Fairy Queen (1692).

- 1689 : Didon et Énée (Dido and Aeneas), Z 626
- 1690 : The Prophetess, or the History of Dioclesian, Z 627
- 1691 : King Arthur, Z 628
- 1692 : The Fairy Queen, Z 629
- 1694 : Timon of Athens, Z. 632
- 1695 : The Indian Queen, Z 630
- 1695 : The Tempest, Z 631

### Œuvres religieuses
- Vers 1679–1682 : "Remember not, Lord, our offences", Z 50 (Full Anthem)
- Deux psaumes basés sur le De profundis :
  - vers 1680 : Out of the deep have I called, Z 45 (Verse Anthem) ;
  - vers 1680 : Plung'd in the confines of despair, Z142 (Hymne).

### Divers
- 1692 : Hail! Bright Cecilia (Ode à Sainte-Cécile), Z 328
- 1692 : Music for a While, song pour la musique de scène de Oedipus, Z 583
- 1695 : Music for the Funeral of Queen Mary, Z 860
- 1695 : Abdelazer or The Moor's Revenge (Abdelazor ou La Revanche du Maure), Z 570

Il a également composé de nombreuses pièces vocales et instrumentales, par exemple pour le clavecin et l'orgue, des œuvres pour chœur, ainsi que des œuvres pour consorts de violes, 42 duos et plus d'une centaine d'airs (I was Glad).

## Hommages
En astronomie, sont nommés en son honneur le cratère mercurien Purcell, depuis 1979, et l'astéroïde (4040) Purcell, découvert en 1987.

#### Bases de données et dictionnaires
- Site officiel
- Ressources relatives à la musique :   - International Music Score Library Project
  - AllMusic
  - Bait La Zemer Ha-Ivri
  - Carnegie Hall
  - Discography of American Historical Recordings
  - Discogs
  - Grove Music Online
  - MusicBrainz
  - Musopen
  - Muziekweb
  - Projet Mutopia
  - Répertoire international des sources musicales
  - Songfacts
  - Songkick
  - VGMDb
- Ressources relatives au spectacle :   - Archives suisses des arts de la scène
  - Les Archives du spectacle
  - Internet Broadway Database
  - Kunstenpunt
- Ressources relatives aux beaux-arts :   - AGORHA
  - British Museum
  - National Portrait Gallery
- Ressources relatives à l'audiovisuel :   - Filmportal
  - IMDb
- Ressource relative à plusieurs domaines :   - Radio France
- Ressource relative à la recherche :   - Isidore
- Notices dans des dictionnaires ou encyclopédies généralistes :   - Britannica
  - Brockhaus
  - Den Store Danske Encyklopædi
  - Deutsche Biographie
  - Enciclopédia Itaú Cultural
  - Gran Enciclopèdia Catalana
  - Internetowa encyklopedia PWN
  - Nationalencyklopedin
  - Oxford Dictionary of National Biography
  - Store norske leksikon
  - Treccani
  - Universalis
  - Visuotinė lietuvių enciklopedija
- Notices d'autorité :   - VIAF
  - ISNI
  - BnF (données)
  - IdRef
  - LCCN
  - GND
  - Japon
  - CiNii
  - Espagne
  - Belgique
  - Pays-Bas
  - Pologne
  - Israël
  - NUKAT
  - Catalogne
  - Suède
  - Vatican
  - Australie